# Allan Cruz
Allan Enzo Cruz Leal (Santa Cruz, Guanacaste, 24 de febrero de 1996) es un futbolista costarricense que juega de mediocampista, actualmente juega en el Club Sport Herediano de la Primera División de Costa Rica.
Cruz debutó en el equipo de C. S. Uruguay de Coronado en enero de 2014 donde mostró sus cualidades tanto en el mediocampo y su velocidad y picardía. En el Invierno 2016 el C. S. Herediano decide contratar los servicios del futbolista donde ha mostrado grandes cosas y es uno de los valuartes de la escuadra rojiamarilla.

## Trayectoria
Es originario de Villareal en Santa Cruz, cuatro años atrás, con tan sólo 17 años, visitó por segunda vez en su vida el Valle Central. Un amigo suyo le pidió que lo acompañara a hacer una prueba con Uruguay. No quería viajar solo desde Villarreal, así que ambos tomaron el autobús y se dirigieron a Coronado.
Después de la primera práctica, su amigo se devolvió a casa y Cruz se quedó para contar la historia. Carlos Watson, el entonces entrenador, lo miró y le pidió que se viniera a vivir a la casa club para que formara parte del plantel.Así comenzó la travesía del joven revelación de Herediano.
En el Torneo de Verano 2017 alcanzó el cetro de campeón con el Herediano, tras derrotar en la final al Deportivo Saprissa después de ganar la cuadrangular final en ese torneo, vencieron a los tibaseños en el primer juego 3 a 0 en el Estadio Rosabal Cordero, luego en la vuelta en el Estadio Ricardo Saprissa vencieron a sus rivales 2 por 0.
Cruz consiguió dos títulos con Herediano en el 2018, en el mes de noviembre obtiene el título de la Liga Concacaf tras vencer en la final al Motagua de Honduras en Tegucigalpa, tras ganar en el global 3 a 2, en el juego de ida derrotaron a los catrachos 2 a 0 en el Estadio Rosabal Cordero, y en la vuelta perdieron el juego 2 a 1 en el Estadio Tiburcio Carias.
Luego el 23 de diciembre del 2018, consigue Herediano su cetro número 27 tras vencer en la Final del Apertura 2018, al Deportivo Saprissa 5 a 4 en el global, empatando en la ida 2 a 2 en el Rosabal Cordero, y ganar en la vuelta 3 a 2 en el Estadio Ricardo Saprissa.
En enero de 2019 Cruz es contratado por el F.C. Cincinnati de la MLS.

## Selección nacional
El 28 de agosto del 2018, Allan Cruz fue incluido en la lista de convocados por el seleccionador mayor interino, Rónald González, para los juegos amistosos internacionales del 7 de septiembre ante Corea del Sur y del 11 de septiembre ante Japón.
El 4 de octubre del 2018 el mediocampista fue incluido en la lista de convocados para los amistosos del 11 de octubre ante México y del 16 de octubre ante Colombia.
El 8 de noviembre es incluido en la lista de convocados para los dos nuevos fogueos del mes de noviembre ante Chile El 16 de noviembre y ante Perú el 20 de noviembre, en este último Cruz se estrena en las redes al anotar el segundo gol de la tricolor ante Perú al minuto 53, en el triunfo de Costa Rica 3 por 2.
El 18 de enero de 2019 el volante entra en la lista de convocados por el seleccionador nacional, Gustavo Matosas, para el fogueo ante Estados Unidos del 2 de febrero.

## Estadísticas

### Clubes
Actualizado al último partido jugado el 24 de julio de 2022.
| Club                            | Div.          | Temporada     | Liga  | Liga  | Liga   | Copas nacionales | Copas nacionales | Copas nacionales | Copas internacionales | Copas internacionales | Copas internacionales | Total | Total | Total  |
| Club                            | Div.          | Temporada     | Part. | Goles | Asist. | Part.            | Goles            | Asist.           | Part.                 | Goles                 | Asist.                | Part. | Goles | Asist. |
| ------------------------------- | ------------- | ------------- | ----- | ----- | ------ | ---------------- | ---------------- | ---------------- | --------------------- | --------------------- | --------------------- | ----- | ----- | ------ |
| Uruguay Coronado · Costa Rica   |               |               |       |       |        |                  |                  |                  |                       |                       |                       |       |       |        |
| 1.ª                             | 2015-16       | 24            | 1     | 0     | —      | —                | —                | —                | —                     | —                     | 24                    | 1     | 0     |        |
| Total club                      | Total club    | 24            | 1     | 0     | 0      | 0                | 0                | 0                | 0                     | 0                     | 24                    | 1     | 0     |        |
| C.S Herediano · Costa Rica      |               |               |       |       |        |                  |                  |                  |                       |                       |                       |       |       |        |
| 1.ª                             | 2017-18       | 47            | 5     | 1     | —      | —                | —                | 2                | 0                     | 1                     | 49                    | 5     | 2     |        |
| 1.ª                             | 2018-19       | 19            | 4     | 3     | —      | —                | —                | 8                | 1                     | 0                     | 27                    | 5     | 3     |        |
| Total club                      | Total club    | 66            | 9     | 4     | 0      | 0                | 0                | 10               | 1                     | 0                     | 76                    | 10    | 5     |        |
| F.C Cincinnati 2 Estados Unidos |               |               |       |       |        |                  |                  |                  |                       |                       |                       |       |       |        |
| 3.ª                             | 2021-22       | 1             | 1     | 0     | —      | —                | —                | —                | —                     | —                     | 1                     | 1     | 0     |        |
| Total club                      | Total club    | 1             | 1     | 0     | 0      | 0                | 0                | 0                | 0                     | 0                     | 1                     | 1     | 0     |        |
| F.C Cincinnati Estados Unidos   |               |               |       |       |        |                  |                  |                  |                       |                       |                       |       |       |        |
| 1.ª                             | 2018-19       | 22            | 7     | 0     | —      | —                | —                | —                | —                     | —                     | 22                    | 7     | 0     |        |
| 1.ª                             | 2019-20       | 13            | 1     | 1     | 2      | 0                | 1                | —                | —                     | —                     | 15                    | 1     | 2     |        |
| 1.ª                             | 2020-21       | 22            | 1     | 0     | —      | —                | —                | —                | —                     | —                     | 22                    | 1     | 0     |        |
| 1.ª                             | 2021-22       | 10            | 0     | 0     | 1      | 0                | 0                | —                | —                     | —                     | 11                    | 0     | 0     |        |
| Total club                      | Total club    | 67            | 9     | 1     | 3      | 0                | 0                | 0                | 0                     | 0                     | 70                    | 9     | 2     |        |
| Total carrera                   | Total carrera | Total carrera | 158   | 20    | 5      | 3                | 0                | 1                | 10                    | 1                     | 0                     | 171   | 21    | 7      |
| 1. 2. Fuente:Transfermarkt      |               |               |       |       |        |                  |                  |                  |                       |                       |                       |       |       |        |

### Selección de Costa Rica
Actualizado al último partido jugado el 27 de julio de 2021.
| Absoluta · Costa Rica   |   |   |   |    |   |   |    |   |   |    |   |   |
| 2018                    | — | — | — | —  | — | — | 6  | 1 | 0 | 6  | 1 | 0 |
| 2019                    | — | — | — | 6  | 1 | 1 | 5  | 0 | 0 | 11 | 1 | 1 |
| 2021                    | — | — | — | 4  | 0 | 0 | 3  | 0 | 0 | 7  | 0 | 0 |
| Total                   | 0 | 0 | 0 | 10 | 1 | 1 | 14 | 1 | 0 | 24 | 2 | 1 |
| 1. Fuente:Transfermarkt |   |   |   |    |   |   |    |   |   |    |   |   |

### Goles internacionales
| N. | Fecha                   | Sede                                     | Rival     | Gol | Resultado | Competición                     |
| -- | ----------------------- | ---------------------------------------- | --------- | --- | --------- | ------------------------------- |
| 1. | 21 de noviembre de 2018 | Estadio Monumental de la UNSA, Arequipa  | Perú      | 1–2 | 2–3       | Partido amistoso                |
| 2. | 17 de junio de 2019     | Estadio Nacional de Costa Rica, San José | Nicaragua | 4–0 | 4–0       | Copa de Oro de la Concacaf 2019 |

## Palmarés

### Títulos nacionales
| Título                         | Club            | País       | Año  |
| ------------------------------ | --------------- | ---------- | ---- |
| Primera División de Costa Rica | C. S. Herediano | Costa Rica | 2018 |
| Supercopa de Costa Rica        | C. S. Herediano | Costa Rica | 2024 |
| Primera División de Costa Rica | C. S. Herediano | Costa Rica | 2024 |
| Primera División de Costa Rica | C. S. Herediano | Costa Rica | 2025 |

### Títulos internacionales
| Título        | Club            | Sede        | Año  |
| ------------- | --------------- | ----------- | ---- |
| Liga Concacaf | C. S. Herediano | Tegucigalpa | 2018 |

### Distinciones individuales
| Distinción                                                                     | Año  |
| ------------------------------------------------------------------------------ | ---- |
| Mejor futbolista de la Primera División de Costa Rica del Torneo Apertura 2024 | 2025 |